# Pheidole diffidens
Pheidole diffidens är en myrart som först beskrevs av Walker 1859.  Pheidole diffidens ingår i släktet Pheidole och familjen myror. Inga underarter finns listade i Catalogue of Life.